# Prionospio yuriel
Prionospio yuriel är en ringmaskart som beskrevs av Wilson 1990. Prionospio yuriel ingår i släktet Prionospio och familjen Spionidae.
Artens utbredningsområde är havet kring Nya Zeeland. Inga underarter finns listade i Catalogue of Life.